# 문선희
문선희(1968년 1월 13일 ~ )는 대한민국의 성우이다. 1990년 KBS 22기 공채 성우로 데뷔하였다.

## 내력
1990년 청주대학교 사회과학대학 사회학과를 졸업한 뒤 같은 해 한국방송공사에 공채 성우로 입사하였다. 1993년 KBS 라디오 연기대상 신인 여자 연기상과 2007년에는 최우수 여자 연기상을 수상했다. 2003년부터 2008년까지 5년간 외국인 노동자들의 한국말 선생님(=강사)으로 근무하였고, 2004년부터 현재까지 성동 외국인 근로자센터 한국어 자원교사로 활동하고 있으며, 또한 명지대학교 국제교육원의 한국어 교수로 근무하고 있다.

## 주요 출연작

### TV 애니메이션
- 마호로매틱 - 마호로
- 검용전설 야이바 (어린이TV) - 은소라
- 고민 있어요 하나 아줌마 (EBS) - 윙거 선생님
- 꿈의 보석 프리즘스톤 (SBS) - 아미
- 날아라 호빵맨 (MBC) - 싫어공주
- 네모바지 스폰지밥 (니켈로디언 미국) - 퐁퐁부인 / 진주
- 다카하시 루미코 극장 (애니원) - 유키에
- 두근두근 비밀친구 (SBS) - 이요
- 두치와 뿌꾸 (KBS) - 마두나
- 듀얼 마스터즈 (SBS),  - 미미
- 디지몬 어드벤처 (KBS) - 이미나 / 코로몬 / 아구몬 / 위자몬
  - 파워 디지몬 (KBS) - 이재하 / 이미나 / 아구몬 / 최신해 / 아라크네몬 / 카트린느
- 라제폰 (챔프) - 시토 하루카
- 로미오의 푸른하늘 (KBS) - 안젤레타
- 리아의 수학놀이 (EBS) - 엄마
- 마법소녀 리나 (SBS) - 피리아 울 콥트
- 마법의 성 (KBS) - 클레어
- 마법천사 루비 (KBS) - 루비
- 마일로의 대모험 (KBS) - 다핀
- 매직 유저스 클럽 (애니맥스) - 나카토미 나나카
- 명탐정 코난 (투니버스) - 조디
- 몬테 크리스토 (애니맥스) - 페포
- 미술탐험대 (EBS) - 대니
- 밀림의 왕자 레오 (KBS) - 라야
- 바람의 검심 (애니원) - 카린
- 방가방가 햄토리 (SBS) - 송유나
- 뱀부 블레이드 (애니맥스) - 키리노
- 범퍼킹 재퍼 (SBS) - 사바나
- 별나라 요정 코미 (KBS) - 코미
- 블랙잭 (애니원, 투니버스) - 키요미
- 사우루스 팡팡 (KBS)
- 선녀전설 세레스 (애니원) - 유나 벨몬드, 세레스
- 세계명작동화 (EBS) - '백설공주와 일곱 난쟁이'편 백설공주 / '포카혼타스'편 포카혼타스
- 셰익스피어 명작만화 뜻대로 하세요 (SBS) - 피비
- 솔티레이 (애니맥스) - 솔티
- 스쿠비와 스크래피 두 (투니버스) - 벨마
- 스쿨럼블 (대원방송) - 츠카모토 텐마
- 스피어즈 (MBC) - 주아라 선생님
- 시간탐험대 (EBS) - 샬랄라 공주
- 신나는 과학 애니메이션 Why? (EBS) - 엄지
- 슬램 덩크 (SBS) - 이한나
- 아침안개의 무녀 (투니버스) - 히에다 구라코
- 어떤 마술의 금서목록 (애니맥스) - 인덱스
  - 어떤 과학의 초전자포 (애니맥스) - 인덱스
- 올란도 영웅전 (EBS) - 뮬란
- 올림포스 가디언 (SBS, 투니버스) - 판도라
- 요리왕 비룡 (KBS) - 유란 / 해조
- 윙스 프렌즈 (SBS) - 스텔라
- 일지매 (SBS) - 봉이 어머니
- 작은 눈의 요정 슈가 (투니버스) - 사가
- 제로의 사역마 (애니맥스) - 루이즈
- 조이드 신세기제로 (대원방송) - 휴마
- 지옥소녀 (애니맥스) - 마키
- 쫑아는 사춘기 (어린이TV) - 나쫑아 (2기)
- 카논 리메이크 (애니맥스) - 미나세 아키코
- 카드캡터 체리 - 유체리★
- 키라메키 프로젝트 (애니박스) - 클로네
- 택틱스 (애니맥스) - 쿠라마 유리
- 출동! 유니온 킹 (KBS) - 나래
- 파닥파닥 비행선 (SBS) - 제인
- 포켓몬스터 DP (SBS) - 도감
- 플레이볼 (애니맥스) - 인성 엄마
- 환상의 풍선여행 (EBS) - 엠마
- 후르츠 바스켓 (애니원, 투니버스) - 정수정
- DNA^2 (애니맥스) - 아미

### 애니메이션 영화
- 생쥐와 야옹이 (SBS) - 타냐 모스코위츠, 토니 토포니
- 신밧드의 모험 (KBS) - 세레나 공주
- 트라이 킹덤 (KBS) - 조조

### 극장용 애니메이션
- 귀를 기울이면 (챔프TV) - 시즈쿠
- 철인사천왕 - 오퍼레이터
- 체포하겠어!  극장판 (투니버스) - 민호영
- 추억은 방울방울 (챔프TV) - 타에코
- 토이스토리 2 - 바비

### 외화

#### 전담배우
- 서기
  - 사랑은 방울 방울 (KBS) - 아채
  - 성룡의 빅타임 (KBS) - 아부
  - 신투차세대 (KBS) - 준
  - 풍운 (KBS) - 초초
  - 버추얼 웨폰 (KBS) - 애림

#### 영화
- 102 달마시안 (KBS) - 클로이 (앨리스 에번스)
- 20 30 40 (KBS) - 시앙 30 (유약영)
- 강원도의 힘 - 상권 처 (배우로 출연)
- 걸 파이트 (KBS) - 다이아나 (미셸 로드리게스)
- 골든 게이트 (KBS)
- 공작왕(KBS) - 오카다(야스다 나루미)
- 공주는 못말려 (SBS) - 캐서린(바르보라 코데토바)
- 그레이시 스토리 (KBS) - 린제이
- 극속전설 (KBS) - 양지
- 내 사랑 컬리 수 (KBS)
- 다크맨 (SBS)
- 데이비드 게일 (KBS) - 빗치 블룸 (케이트 윈슬렛)
- 행복했던 여자 (KBS)
- 도망자 2 (SBS)
- 동방불패 2 (KBS)
- 드라큐라 2000 (SBS) - 메리 (저스틴 와델)
- 라스트 택시 (KBS) - 레나 (아넷 로네버그)
- 라이어 라이어 (KBS) - 오드리 (모라 티어니)
- 러브 스파이 (KBS) - 엘레나 (안나 팔치)
- 러브 체인지 (KBS) - 레나(올가 올로바)
- 레지던트 이블 (KBS) - 제인 (미셸 로드리게스)
- 로봇인간 칩 (KBS) - 로베르타 (케이티 바베리)
- 마틴 기어의 귀향(SBS) - 길메트(발레리 채싱노)
- 말할 수 없는 비밀 (KBS) - 루샤오위 (구이룬메이)
- 맨 인 블랙 (SBS) - 로렐 웨버 (린다 피오렌티노)
- 머스킷티어 (KBS) - 프란체스카 (미나 수바리)
- 묵시록 코드 (KBS) - 마리, 다르야 (아나스타샤 자보로트뉘크)
- 밀레니엄 캅 (KBS) - 소혜령
- 바이러스 (SBS) - 나디아 (요안나 파추와)
- 박사가 사랑한 수식 (KBS) - 고쿄 (후카츠 에리)
- 발렌타인 데이 (SBS)
- 방세옥 (SBS) - 정정 (리자신)
- 벨파고 (KBS) - 리사(소피 마르소)
- 벽혈남천 (SBS) - 어린 진반
- 삼사라 (KBS)
- 성월동화 (KBS) - 히토미 (다카코 토키와)
- 소피 숄의 마지막 날들 (KBS) - 소피 숄 (율리아 옌취)
- 쌍웅 (KBS)
- 아가사 크리스티의 창백한 말 (KBS) - 케이트 (제인 애쉬본)
- 아마데우스 (KBS) - 하녀(신시아 닉슨)
- 언더시즈 2 (KBS) - 사라 라이백 (캐서린 헤이글)
- 에린 브로코비치 (KBS) - 케이티(저민 드 라 페나) / 폴의 아내(메레디스 지너)
- 엑스맨 (SBS) - 진 그레이 (팜케 얀센)
- 엑시덴탈 스파이 (KBS) - 카르멘 (김민)
- 엠마 (KBS)
- 영광의 아이들 (KBS) - 비키 팔크 (카타 도보)
- 오르페브르 36번가 (KBS) - 카미유(발레리아 골리노)
- 오보소도 (SBS) - 지오반나 선생님 (니콜레타 브라스치)
- 오픈 유어 아이즈 (KBS) - 누리아 (나와 님리)
- 왕과의 하룻밤 (KBS) - 하닷사 (티파니 듀폰트)
- 용형호제 2(KBS) - 모모코 (이케다 쇼코)
- 웨딩 크래셔 (KBS) - 클레어 (레이철 매캐덤스)
- 이연걸의 히트맨 (SBS) - 사기꾼의 딸(양영기)
- 인사이더 (KBS) - 데비 (데비 메이저) / 와이갠드의 큰 딸(러네이 올스테드)
- 제이슨 X (SBS) - 로완 (렉사 더그)
- 쥬라기 공원 (SBS) - 렉스 머피 (아리아나 리처즈)
- 차이나 스트라이크 포스 (KBS) - 루비 (임심여)
- 착신아리 파이널 (KBS) - 미즈에(하시모토 마미) / 쇼노다(요시코 노다)
- 천국의 책방 - 연화 (KBS) - 쇼코, 카나코 (타케우치 유코)
- 천방지축 (KBS) - 백옥당 (장백지)
- 오로라 공주 - 순경 母 역
- 초콜릿 (KBS) - 아누크 (빅투아르 티비솔)
- 캔디데이트 (KBS) - 카밀라 (투바 노보트니)
- 코튼 클럽 (SBS) - 라일라 (로네트 맥키)
- 콘스탄틴 (SBS) - 안젤라 도슨 (레이철 바이스)
- 콘 에어 (SBS) - 비숍 (레이첼 티코틴)
- 쾌찬차(KBS) - 실비아(로라 포너)
- 크림슨 리버 2 (KBS)
- 크림슨 타이드 (SBS) - 헌터의 아내 (바네사 벨 캘로웨이)
- 킬러가 보낸 편지 (KBS)
- 탈주자 (SBS) - 클라이디 (로재나 아켓)
- 택시 운전사의 사랑 (KBS) - 누언 (워라눗 웡싸완)
- 터미널 스피드 (SBS) - 크리스 모로우 (나스타샤 킨스키)
- 톰과 허크 (KBS)
- 트루 크라임 (SBS)
- 페어런트 트랩 (KBS) - 애니 제임스 (린제이 로한)
- 폭로 (SBS) - 수잔 헨들러 (캐럴라인 구돌)
- 007 골든아이 (KBS) - 나탈리아 (이자벨라 스코럽코)
- 007 포 유어 아이즈 온리 (KBS) - 멜리나 해벌록 (캐롤 부케)
- 007 골드핑거 (KBS) - 틸리 마스터슨(타니아 말렛)
- 화소도 (SBS)

#### 외화
- 로마(SBS) - 니오베 (인디라 바르마)
- 토치우드(KBS) - 베라 (알린 터)
- 판관 포청천(KBS) - 영롱
- 로스트(KBS) - 쉐넌 (매기 그레이스)
- 여총리 비르기트(CNTV) - 비르기트 뉘보르 크리스틴 (시즈 배브 크누슨)
- 오피스(OBS) - 팸 비즐리 (제나 피셔)
- 천사의 손길 시즌 9(평화방송) - 모니카 (로마 다우니)
- 먼데이 모닝스(지역 MBC 공동편성) - 시드니 나푸르 (사라유 라오)
- 피시는 사춘기(KBS) - 제스
- 팔콘과 윈터 솔져 - 레이너 박사(에이미 아퀴노)

### 라디오 드라마
라디오 극장 (KBS 한민족 방송)
- 2012.03.01 ~ 2012.03.31 조정래 <황토> (점례)

라디오 독서실 (KBS 2라디오)
- 2010.02.28  하근찬 <수난이대> (해설)

### 게임
- 은하자양강장 무타쥬스 - 푸추
- 창세기전3 파트2 - 루시엔 그레이
- 클로저스 - 티나
- 쿠키런: 킹덤 - 바다요정 쿠키

### 기타
- 레인보우 살인사건(옛날방송국) - 김은요
- 문화가 산책(한국방송)
- 인간극장(한국방송)
- HD다큐멘터리(한국방송)
- 사랑으로 크는 나무(한국방송)
- KBS 무대 10년(바다로 간 열차)(KBS 제2라디오)
- KBS 무대 10년(아빠의 무모한 도전)(KBS 제2라디오)
- KBS 무대 10년(알파맘 수난기)(KBS 제2라디오)
- KBS 무대 10년(끝은 희망)(KBS 제2라디오)
- KBS 무대 10년(아버지의 선물)(KBS 제2라디오)
- 서울야화(한국방송)
- 라디오 독서실(한국방송)
- 생방송 투데이(서울방송)
- MBC 프라임(문화방송)
- 박인규의 집중인터뷰(한국방송)
- 두뇌왕 아인슈타인(한국방송)
- KBS 라디오 극장 10년(황토)(KBS 라디오)

### TV커머셜
- 한솔
- 윤선생
- 교육미디어
- KGC인삼공사 정관장 화애락진

### 홍보영상
- 이마트 자연주의

### 방송
- 오천만의 일급비밀 (KBS2) - 나레이션
- 기분 좋은 날 (MBC)
- 행복한 아침 (채널A) - 2019년 7월 5일 출연

### 드라마CD
- 나와 그녀의 그녀와 그녀의 건전하지 못한 관계 - 채송화

### 노래
- 쏙~빠져들것같아 - 쏙 빠져들것같아!(대교방송)
- 백나리의 첫 번째 노래 - 쏙 빠져들것같아!(대교방송)
- 백나리의 세레나데(두 번째 노래) - 쏙 빠져들것같아!(대교방송)
- School Rumble 4Ever - 스쿨럼블(대원방송(애니원, 챔프))(이선, 배정민, 오길경 성우와 합창으로 부른 한국어판 번역곡)
- Dear My Future - 꿈의 보석 프리즘스톤(SBS)(김현지 성우와 김소희 성우, 윤성혜 성우와 합창으로 부른 한국어판 번역곡)
- My Transform - 꿈의 보석 프리즘스톤(SBS)(김현지 성우와 김소희 성우, 윤성혜 성우와 합창으로 부른 한국어판 번역곡)
- Party Driver - 꿈의 보석 프리즘스톤(SBS)(김현지 성우와 김소희 성우, 윤성혜 성우와 합창으로 부른 한국어판 번역곡)
- Life is Just a Miracle - 꿈의 보석 프리즘스톤(SBS)(김현지 성우와 김소희 성우, 윤성혜 성우와 합창으로 부른 한국어판 번역곡)
- Cheer! YeahX2 - 꿈의 보석 프리즘스톤(SBS)(김현지 성우와 이선호 성우와 합창으로 부른 한국어판 번역곡)

## 수상경력
- 1993년 12월 KBS 신인 여자 연기상 수상
- 2007년 12월 KBS 여자 최우수 연기상 수상